# إلاديو بينيتيز
إلاديو بينيتيز (بالإسبانية: Eladio Benítez)‏ هو لاعب كرة قدم أوروغواياني في مركزي الوسط، ولد في 24 فبراير 1939 في مونتفيدو في الأوروغواي، وتوفي بنفس المكان في 23 أكتوبر 2018. لعب مع نادي راسينغ مونتيفيديو.

## وصلات خارجية
- إلاديو بينيتيز على موقع الاتحاد الدولي (مؤرشف)  (الإنجليزية)
- إلاديو بينيتيز على موقع قاعدة بيانات كرة القدم.إي يو (الإنجليزية)
- إلاديو بينيتيز على موقع ناشيونال فوتبول تيمز (الإنجليزية)